# Francisco Benante
Francisco Benante (regió de Cacheu 1954) és un polític de Guinea Bissau. Va ser President del Partit Africà per la Independència de Guinea i Cap Verd (PAIGC) 1999-2002 i President de l'Assemblea Nacional Popular de Guinea Bissau el 2004-2008.

## Vida i carrera
Benante és advocat de professió. Al govern d'unitat nacional format enmig del guerra civil de Guinea Bissau, Benante va ser nomenat Ministre de Defensa per la junta el gener de 1999. Era l'únic civil membre de la junta. Després de l'expulsió del president Nino Vieira (que també va ser president de PAIGC) el maig de 1999, Benante, com a líder dels reformistes del PAIGC, fou elegit com a president del PAIGC el 9 de setembre de 1999, a la fi del congrés del partit. La candidatura de Benante va rebre el suport de la junta, i va obtenir 174 vots contra 133 vots de l'únic candidat opositor.
Arran d'un presumpte intent de cop contra el president Kumba Ialá el 2 de desembre de 2001, Benante va dir que els soldats van registrar la seva casa sense motiu el 3 de desembre. L'oposició va qüestionar l'existència d'aquest intent de cop, i Benante va exigir que se'n presentessin evidències concretes. Carlos Gomes Júnior fou elegit per substituir Benante com a president del PAIGC en el congrés del partit de gener-febrer de 2002.
A les eleccions parlamentàries de març de 2004 Benante va ser elegit membre de l'Assemblea Nacional Popular. Llavors fou candidat per al càrrec de President de l'Assemblea Nacional Popular i fou elegit en una votació celebrada pel Comitè Central del PAIGC a l'abril de 2004; va rebre 106 vots contra 71 vots del vicepresident primer del PAIGC Aristides Gomes i 63 del director de campanya del PAIGC Soares Sambu.
Abans de les eleccions parlamentàries de novembre de 2008, Benante va instar al president Vieira de no dissoldre l'Assemblea Nacional Popular o designar un nou govern en una discussió el 4 d'agost de 2008, citant la proximitat de les eleccions. A les eleccions Benante va ser reelegit diputat a l'Assemblea Nacional Popular com a candidat del PAIGC en la circumscripció 21, Cacheu e Sao Domingos. Després de les eleccions, en una reunió del Comitè central del PAIGC el 6 de desembre de 2008, el segon vicepresident del PAIGC Raimundo Pereira va ser nomenat com a candidat del partit per al càrrec de President de l'Assemblea Nacional Popular, derrotant Benante i Helder Proença. Benante va criticar el resultat, amb l'argument que el mètode de votació utilitzat pel Comitè Central era il·legal. Pereira va ser elegit oficialment com a President de l'Assemblea Nacional Popular quan els diputats recentment electes es van reunir a finals de mes, succeint Benante.